# Е. Е.
«Е. Е.» — психологічний роман польської письменниці Ольги Токарчук вперше виданий 1995 року, перекладений українською Остапом Сливинським і надрукований в Україні видавництвом Темпора у 2022 році. Події відбуваються у Вроцлаві на початку 20-го століття. Письменниця розповідає історію підлітка Ерни Ельцер, яка раптово дізнається про свої паранормальні навички та починає брати участь у спіритичних сеансах як медіум. У роман майстерно вплетені теми дорослішання, емансипації та передвоєнної епохи в Європі.

## Сюжет
«Е. Е.» — це психологічний роман:48 з екстрадієгетичним наратором:55, події в якому розгортаються у місті Вроцлав на початку 20 століття.:55 Головна героїня — Ерна Ельцнер, та сама Е. Е.:55 яка є представницею німецько-польської буржуазії.:57 У Романі описаний період дорослішання Ерни:69, коли вона неочікувано набуває паранормальних здібностей.:57 Завдяки її новим можливостям дівчина здобуває особливе місце поміж іншими дітьми в очах своєї матері, яку Ерна неймовірно любить.:57 Мати Ерни нереалізована актриса, яка незадоволена своїм статусом домогосподарки. Вона використовує дочку як медіума заради привернення уваги серед свого оточення.:57:184 Коли інтерес до здібностей Ерни зростає, вона втрачає свою свободу:184:58 і перетворюється на медичну справу з ініціалами Е. Е., на об'єкт медичних досліджень.:58 Її єдиними інструментами втечі від реальності стають прогулянки в парку і контакт з природою.:184

## Історія створення
В основу роману лягли елементи докторської дисертації Карла Юнга під назвою «Про психологію та патологію так званих окультних феноменів». Характеристика героїні Е. Е. натякає на пацієнта на ім'я «S.W.», а в сюжеті роману замальовано частини дисертації. Один із героїв, молодий психоаналітик Артур Шацман, є алюзією на самого Юнга, адже в рисах його поведінки впізнаємо специфічну Юнгову наукову дистанцію до об'єкта вивчення.

## Сприйняття
Посилаючись на Рафала Групінського та Ізольду Кєц, роман є притчею людської долі, яка говорить про невдачу та мрії. На думку Бриґіди Гельбіґ, роман описує «жіночу трагедію відсутності волі». Катажина Кантнер зазначає, що Ольга Токарчук вміло використовує умовність психологічного роману, трансформуючи її у власне жанрове обертання  Вона також звертає увагу на те, що «E.E.» є першим романом авторки, в якому вона досліджує зв'язок між тілом і розумом. Ілля Рудійко зазначає: «Е. Е. — це література, що ставить під сумнів аксіоми».
Роман переклали п'ятьма мовами: данською, норвезькою, македонською, українською та естонською.

## Адаптації
У 1998 році на основі роману створили однойменну виставу, яку зрежисувала Марія Змарж-Кочановіч продюсована польським проєктом Telewizja Polska. Роль Ерни Ельцнер зіграла Агата Бузек Ольга Токарчук стала співавторкою сценарію.